# Sundance Film Festival/Publikumspreis – Bester ausländischer Dokumentarfilm
Mit dem Publikumspreis (World Cinema Audience Award: Documentary) wird beim jährlich veranstalteten Sundance Film Festival der beste ausländische Spielfilm aus Sicht der Zuschauer prämiert.
Der Preis wird seit der 21. Auflage des Filmfestivals im Jahr 2004 vergeben, separat zum Publikumspreis für US-amerikanische Dokumentarfilme. Bisher stimmte der Preisträger einmal mit dem späteren Gewinner des Jurypreises überein.
| Jahr | Preisträger                                                | Deutscher Titel        | Regie                           |
| ---- | ---------------------------------------------------------- | ---------------------- | ------------------------------- |
| 2004 | The Corporation                                            | The Corporation        | Mark Achbar Jennifer Abbott     |
| 2005 | Shake Hands with the Devil – The Journey of Roméo Dallaire | nicht bekannt          | Peter Raymont                   |
| 2006 | De nadie                                                   | De Nadie               | Tin Dirdamal                    |
| 2007 | In the Shadow of the Moon                                  | Im Schatten des Mondes | David Sington Christopher Riley |
| 2008 | Man on Wire*                                               | Man on Wire            | James Marsh                     |
| 2009 | Afghan Star                                                | nicht bekannt          | Havana Marking                  |
| 2010 | Waste Land                                                 | nicht bekannt          | Lucy Walker                     |
| 2011 | Senna                                                      | Senna                  | Asif Kapadia                    |
| 2012 | Searching for Sugar Man                                    | nicht bekannt          | Malik Bendjelloul               |
| 2013 | The Square (Al Midan)                                      | nicht bekannt          | Jehane Noujaim                  |
| 2014 | The Green Prince                                           | nicht bekannt          | Nadav Schirman                  |
| 2015 | Dark Horse                                                 | nicht bekannt          | Louise Osmond                   |
| 2016 | Sonita*                                                    | Sonita                 | Rokhsareh Ghaem Maghami         |
| 2017 | Joshua: Teenager vs. Superpower                            | nicht bekannt          | Joe Piscatella                  |

* = Filmproduktionen, die in Sundance auch den Jurypreis gewannen